# Consonne sourde
 (avril 2021).
Une consonne sourde, ou non voisée, en phonétique articulatoire, désigne une consonne articulée sans vibration des plis vocaux (ou cordes vocales). Elle s'oppose à une consonne sonore, ou voisée.

## Production articulatoire
Durant la phonation d'une consonne sourde, l'air provenant des poumons traverse la glotte. Cette dernière étant fermée, l'air pulmonaire ne passe pas à travers le larynx, et il n'y a donc pas de production de ton laryngé. Les plis vocaux sont alors trop étroitement accolés pour vibrer sous le flux d'air, qui s'écoule librement par petites bouffées à travers le larynx. L'air pulmonaire va ensuite subir des modifications dans les cavités supraglottiques (aussi appelées cavités suprapharyngales), qui rendront le son audible, soit par occlusion, soit par resserrement des organes phonatoires supraglottiques.

## Phonologie

### En français
Dans le système phonologique français, les six consonnes sourdes sont les suivantes : /p/, /t/, /k/, /f/, /s/, /ʃ/. Le trait de voisement n'est pas pertinent pour les voyelles du français, étant toutes voisées.
Les consonnes occlusives et fricatives orales sonores du français s'opposent à leur contrepartie sourde :
- occlusives :
  - /b/ ~ /p/ : /ba/ ~ /pa/ (bas ~ pas)
  - /d/ ~ /t/ : /du/ ~ /tu/ (doux ~ toux)
  - /g/ ~ /k/ : /ga/ ~ /ka/ (gars ~ cas)
- fricatives :
  - /v/ ~ /f/ : /vɛ̃/ ~ /fɛ̃/ (vin ~ fin)
  - /z/ ~ /s/ : /bɛze/ ~ /bɛse/ (baiser ~ baisser)
  - /ʒ/ ~ /ʃ/ : /buʒ/ ~ /buʃ/ (bouge ~ bouche)

Le voisement n'est pas en français un trait phonologique des nasales, qui sont généralement sonores : /m/ possède un allophone sourd en position finale après une constrictive sourde : mu [my] - asthme [asm̥]. Néanmoins, plusieurs langues ont un contraste phonémique entre les deux, comme le birman).

## Assimilation phonétique
Deux types de mutations peuvent être causées par la vibration des plis vocaux : le voisement et le dévoisement.

### Voisement d'une consonne sourde
Il peut arriver qu'une consonne normalement sourde soit prononcée avec une vibration plus ou moins sensible (exemple : Mac Do prononcé Mag Do, de même pour anegdote, neuv ans, etc.) par « contagion » d'un certain environnement phonétique. C'est le phénomène d'assimilation. Dans ce cas, le terme de voisement désigne ce processus de mutation sonore du son originellement sourd. Dans l'API, on le transcrit généralement à l'aide du diacritique souscrit «  ̬ » ; par exemple, [bɛk̬dəɡaz] équivaut à peu près à [bɛɡdəɡaz].
| t̬ | voisement |

### Dévoisement d'une consonne sonore
Inversement, on observe également l’assimilation de consonnes sonores en consonnes sourdes, le dévoisement (ou dévocalisation). Son symbole API est le «  ̥ » souscrit ; par exemple, [mɛd̥sɛ̃] (ou [mɛtsɛ̃]) pour médecin, [ab̥sɑ̃] (ou [apsɑ̃]) pour absent.
En phonétique, le voisement ou le dévoisement décrit donc un phénomène empirique. En phonologie, il correspond à une valeur de trait distinctif (au moins en français), mais il peut se produire sans gêner la communication.
| d̥ | dévoisement |